# Osmoderma cristinae
Osmoderma cristinae Sparacio, 1994 è un coleottero appartenente alla famiglia degli Scarabeidi (sottofamiglia Cetoniinae).

## Descrizione

### Adulto
O. cristinae è un coleottero di medie dimensioni, comprese tra i 25 e i 30 mm di lunghezza. Presenta un corpo robusto e dai colori del tutto simili a quelli della specie affine Osmoderma eremita.

### Larva
Le larve hanno l'aspetto di grossi vermi bianchi dalla forma a "C". Presentano la testa e le tre paia di zampe sclerificate, mentre lungo i fianchi presentano una fila di forellini chitinosi, che permettono all'insetto di respirare.

## Biologia
Gli adulti compaiono con l'arrivo dell'estate e sono di abitudini crepuscolari. Possono essere osservati nelle cavità degli alberi oppure, anche se molto raramente, sui fiori.  Le larve si nutrono di legno e si sviluppano nelle stesse cavità degli alberi in cui è possibile rinvenire gli adulti. I maschi adulti emanano un feromone dall'odore dolciastro.

## Distribuzione
O. cristinae è un endemismo della Sicilia.

## Conservazione
O. cristinae è considerata una specie in pericolo, nella Lista rossa IUCN..